# Зиновьев, Фёдор Иванович
Фёдор Иванович Зиновьев (5 мая 1901, Романово-Борисоглебский уезд, Ярославская губерния — 24 марта 1981, Кишинёв) — советский военачальник, участник Великой Отечественной войны, Герой Советского Союза (28.04.1945). Генерал-майор (19.04.1945).

## Биография
Фёдор Зиновьев родился 5 мая 1901 года в деревне Бабкино ныне Тутаевского района; по другим данным — ныне Рыбинского района. После окончания церковно-приходской школы уехал в Санкт-Петербург, работал «мальчиком». После Октябрьской революции вернулся в родную деревню.
В марте 1920 года Зиновьев был призван на службу в Рабоче-крестьянскую Красную Армию. Участвовал в боях Гражданской войны. Служил в 29-м запасном полку в Калуге, с апреля — в учебной команде телефонистов при 9-м запасном стрелковом батальоне (Павлоград). С июня воевал старшим надсмотрщиком и старшиной роты в батальоне связи 40-й Богучарской стрелковой дивизии 13-й армии Южного фронта, с сентября — старшим телефонным надсмотрщиком 4-й сводной стрелковой бригады в той же армии, участвовал в боях против армии П. Н. Врангеля. С ноября 1920 — старший надсмотрщик роты связи 2-й трудовой бригады Донецкой трудовой армии. В 1921 году многократно участвовал в боях по борьбе с бандитизмом в Донской области. С декабря 1921 года из-за заболевания тифом находился в госпитале.
После окончания Гражданской войны продолжил службу в Красной Армии. С апреля 1922 по август 1925 года служил командиром отделения и помощником командира взвода батальона связи 18-й стрелковой дивизии Московского военного округа (Ярославль). Затем направлен на учёбу в Московскую окружную военно-политическую школу, в августе 1926 года переведён для продолжения учёбы в другую школу. В 1927 году Зиновьев окончил окружную военно-политическую школу в Новочеркасске. После завершения учёбы направлен в отдельный пулемётный батальон при Стрелково-тактические курсы усовершенствования комсостава РККА имени III Коминтерна «Выстрел», там служил политруком роты, политруком батальонной школы, ответственным секретарём партийного бюро, с декабря 1930 — политруком отдельной роты связи. В 1925 году вступил в ВКП(б).
В 1932 году сам окончил курсы «Выстрел», после чего был назначен комиссаром отдельного батальона связи Военной академии РККА имени М. В. Фрунзе, с ноября 1933 года командовал этим батальоном. В мае 1935 года зачислен слушателем этой же академии.
В 1937 году окончил Военную академию РККА имени М. В. Фрунзе. С января 1938 года — военный комиссар Управления боевой подготовки Красной Армии. С мая 1941 года — заместитель начальника штаба Киевского Особого военного округа по политической части.
С июня 1941 года полковой комиссар Ф. И. Зиновьев — на фронтах Великой Отечественной войны. Принимал участие в боях на Юго-Западном фронте. В сентябре назначен военным комиссаром штаба 26-й армии этого фронта. Участвовал Львовско-Черновицкой и в Киевской оборонительных операциях. В Киевском котле в сентябре 1941 года попал в окружение и 16 последующих месяцев добирался до линии фронта. Два раза попадал в плен, выдавал себя за рядового, но оба раза бежал. В январе 1943 года был освобождён из лагеря в городе Миллерово.
После прохождения спецпроверки получил воинское звание полковника и в марте 1943 года назначен старшим помощником начальника оперативного отдела штаба 3-й танковой армии (в апреле армия переформирована в 57-ю армию). С 29 июля 1943 — начальник отдела боевой подготовки этой армии. Воевал в составе этой армии на Юго-Западном фронте и Степном фронтах, участвовал в Курской битве, в Белгородско-Харьковской наступательной операции.
С сентября 1943 — командир 1310-го стрелкового полка 19-й стрелковой дивизии этой армии. В ходе битвы за Днепр его полк формировал Днепр у села Бородаевка в Днепропетровской области. В бою был ранен, но остался в строю. Через 3 недели при отражении немецкой атаки был контужен. За сражение на днепровском плацдарме был представлен командиром дивизии к присвоению звания Героя Советского Союза, но командир корпуса понизил награду до ордена Ленина, а командующий фронтом — до ордена Красного Знамени.
После выздоровления в ноябре 1943 года назначен начальником штаба 73-й гвардейской стрелковой дивизии в 7-й гвардейской армии, сражался на этой должности на 2-м и 3-м Украинских фронтах. Участвовал в Кировоградской, Уманско-Ботошанской, Ясско-Кишинёвской, Бухарестско-Арадской, Дебреценской наступательных операциях. Участвовал освобождении Украинской ССР, Молдавской ССР, Румынии, Болгарии, Югославии, Венгрии, Австрии.
С 15 ноября 1944 года гвардии полковник Ф. И. Зиновьев командовал 74-й стрелковой дивизией 57-й армии 3-го Украинского фронта. Дивизия особо отличилась в ходе Апатин-Капошварской фронтовой операции в ноябре 1944 года, прорвав оборону противника в районе города Апатин, с ходу переправившись через Дунай и расширив плацдарм, что способствовало успешному наступлению вперёд частей корпуса. В ходе операции дивизия форсировала несколько водных преград, уничтожив при этом до 5000 немецких и венгерских солдат и офицеров.
Указом Президиума Верховного Совета СССР от 28 апреля 1945 года за «образцовое выполнение боевых заданий командования на фронте борьбы с немецкими захватчиками и проявленные при этом отвагу и геройство» генерал-майор Фёдор Зиновьев был удостоен звания Героя Советского Союза с вручением ордена Ленина и медали «Золотая Звезда» за номером 5435.
В 1945 году дивизия под его командованием участвовала в освобождения северных районов Югославии, в Будапештской наступательной, Балатонской оборонительной и в Венской наступательной операциях.
После окончания войны Зиновьев продолжил службу в Советской Армии, командовал этой же дивизией в Южной группе войск. С августа 1946 — начальник штаба 48-й стрелковой дивизии Одесского военного округа (Балта), с августа 1948 — начальник штаба 33-й гвардейской механизированной дивизии Одесского ВО (Кишинёв). С февраля 1950 по ноябрь 1953 года служил помощником командующего армии по боевой подготовке — начальником отдела боевой подготовки Отдельной механизированной армии, дислоцированной в Румынии, с ноября 1953 года — помощник командующего этой армией по пехоте. В июле 1954 года он был уволен в отставку по болезни.
Проживал в Кишинёве. Активно занимался общественной деятельностью, избирался членом Кишинёвского городского комитета КПСС и депутатом городского Совета депутатов трудящихся. Скончался 24 марта 1981 года.

## Награды
- Героя Советского Союза (28.04.1945)
- Два ордена Ленина (28.04.1945, 5.11.1946)
- Три ордена Красного Знамени (29.12.1943, 3.11.1944, 15.11.1950)
- Орден Кутузова 2-й степени (3.06.1944)
- Ордени Богдана Хмельницкого 2-й степени (29.06.1945)
- Орден Отечественной войны 1-й степени (25.10.1944)
- Орден Красной Звезды (1956)
- Медали СССР
- Орден Партизанской Звезды 1-й степени (Югославия)
- Орден «Защита Отечества» (Румыния)[1].

## Комментарии
1. ↑  Деревня Бабкино (Бабкина)[2] относилась к  1-му стану Романово-Борисоглебского уезда Ярославской губернии; не сохранилась[3], ныне — территория Левобережного сельского поселения в Тутаевском районе Ярославской области[4].
2. ↑  Деревня Бабкино (Бабкина)[6] относилась к  1-му стану Романово-Борисоглебского уезда Ярославской губернии; не сохранилась[7], ныне — территория Назаровского сельского поселения в Рыбинском районе Ярославской области[8].